# Никола Фурнаджиев
Вижте пояснителната страница за други личности с името Никола Фурнаджиев.
Никола Йорданов Фурна̀джиев е български поет. Представител е на така наречената Септемврийска поезия.

## Биография

### Образование и първи литературни опити
Роден е на 27 май 1903 година в Пазарджик, България. Дядо му Никола от Правец е бил фурнаджия, откъдето идва фамилията на рода. Никола е женен за Мария Костуркова от големия панагюрски род Костуркови, преселен от Костур. Професията на баща му налага честа промяна на местоживеенето на семейството.
За първи път Фурнаджиев публикува свои стихотворения в сатиричния вестник „К'во да е“. От 1918 година редовно пише на страниците на вестника под псевдонимите Веселяк и Дядо Лука. Година по-късно сътрудничи и на списание „Ученическа мисъл“. Завършва гимназия през 1922 година в Чирпан. Същата година става студент в Медицинския факултет на Софийския университет. Скоро сменя специалността си и се записва да учи естествени науки. Отново променя интересите си и избира философията. Завършва през 1930 година педагогика и философия. По време на студентството си организира стачка. След нея за кратко се укрива.

### Учителстване и сътрудничество на „Нов път“ и „Златорог“ (1920 – 1944)
В списанието на Георги Бакалов „Нов път“ Фурнаджиев заедно с Ангел Каралийчев и Асен Разцветников създава най-добрите творби на септемврийската литература. Стиховете, публикувани в „Нов път“, той издава в първата си стихосбирка – „Пролетен вятър“ (1925). Тогава написва и прочутата си поема „Сватба“. Същата година прекратява сътрудничеството си в „Нов път“ и започва да публикува в сп. „Златорог“. През 1928 година отпечатва втората си стихосбирка – „Дъга“.
След дипломирането си в университета Фурнаджиев е учител в Трета мъжка гимназия в София, а след това работи в Министерството на народната просвета. През 1933 година заминава за Цариград, където преподава в българското училище. Тогава излиза сборникът му с детски приказки „Златни клонки“. Остава в града до 1938 година. Връща се в България и става учител в Пазарджик. През 1944 година преподава във Втора девическа гимназия в София.

### Творческо развитие след Деветосептемврийския преврат (1944)
След Деветосептемврийския преврат от 1944 година, Фурнаджиев е главен редактор на вестник „Литературен фронт“ (1945 - 1949), а след това главен редактор и завеждащ отдел „Поезия“ в издателство „Български писател“. В началото на 60-те години е редактор на списание „Септември“. На тази длъжност се пенсионира през 1963 година.
През 50-те и 60-те години Фурнаджиев отпечатва 5 стихосбирки – „Велики дни“, „По пътищата ти вървях“, „Избрани стихотворения“, „Слънце над планините“ и „Най-трудното“. Освен тях публикува и 3 детски стихосбирки – „Свободна родина“, „Смели пионери“ и „Лагерна вечер“. Прави опити и с друг жанр – пътеписа. През 1952 година излиза първата му пътеписна творба „Между приятели“, а 3 години по-късно и втората – „Пътуване до Чили“.
Той е сред най-добрите преводачи на поезия от руски език. Стихотворенията на Фурнаджиев са преведени на основните европейски езици.
Умира в София на 26 януари 1968 година.